# Märstetten
Märstetten ist eine politische Gemeinde im Bezirk Weinfelden des Kantons Thurgau in der Schweiz. Märstetten ist ein Haufendorf mit den Weilern Boltshausen, Altenburg, Dattenhub und Ruberbaum am westlichen Fuss des Ottenbergs.
Ab 1803 bildeten die Ortsgemeinden Märstetten und Ottoberg die Munizipalgemeinde Märstetten. 1975 fusionierten diese zur Einheitsgemeinde Märstetten.

## Geschichte

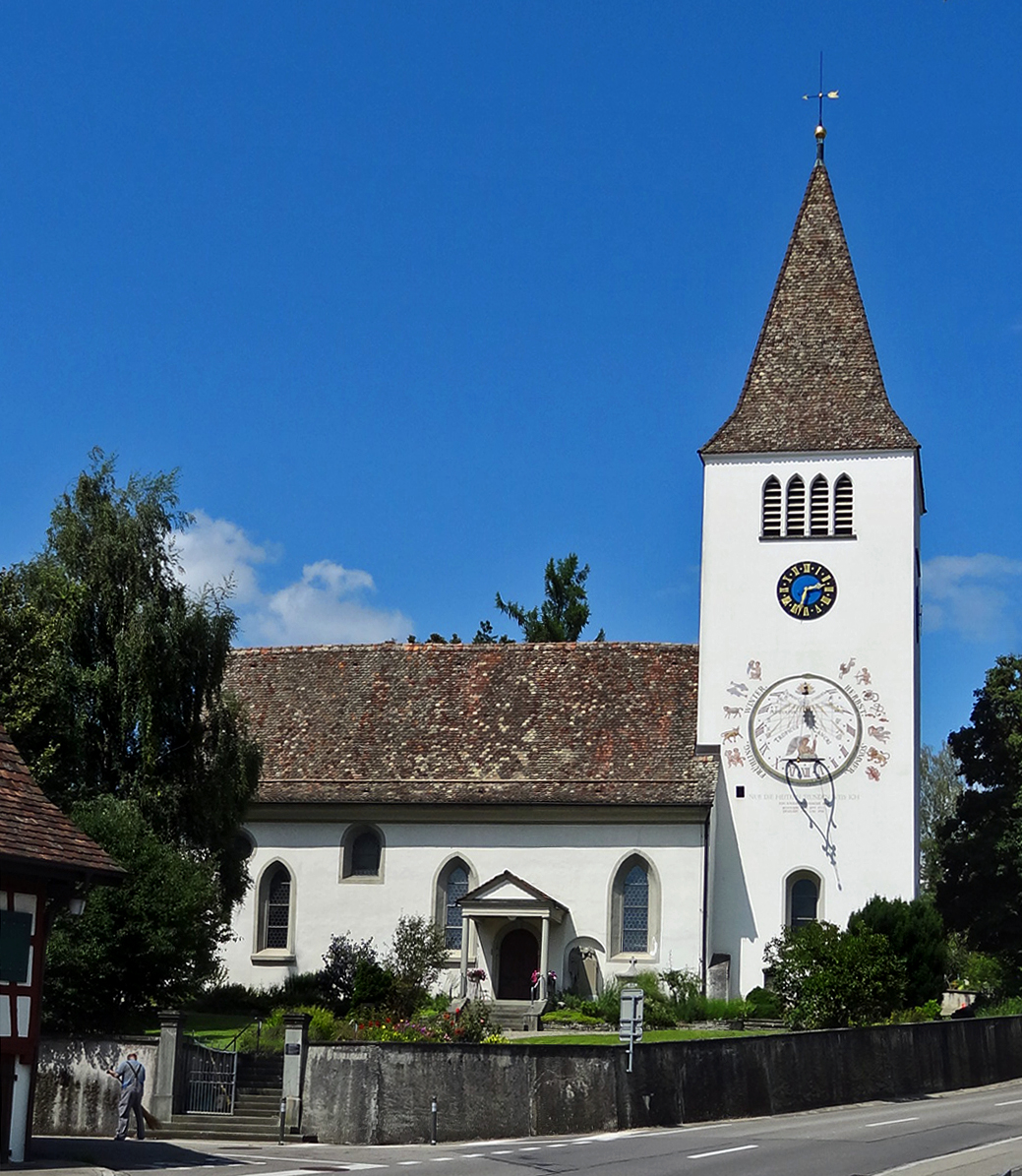
Die Kirche St. Jakob erhielt 1489 durch den Ausbau von Turm und Schiff ihr heutiges Aussehen. Sie steht auf den Burgmauern der Freiherren von Märstetten.

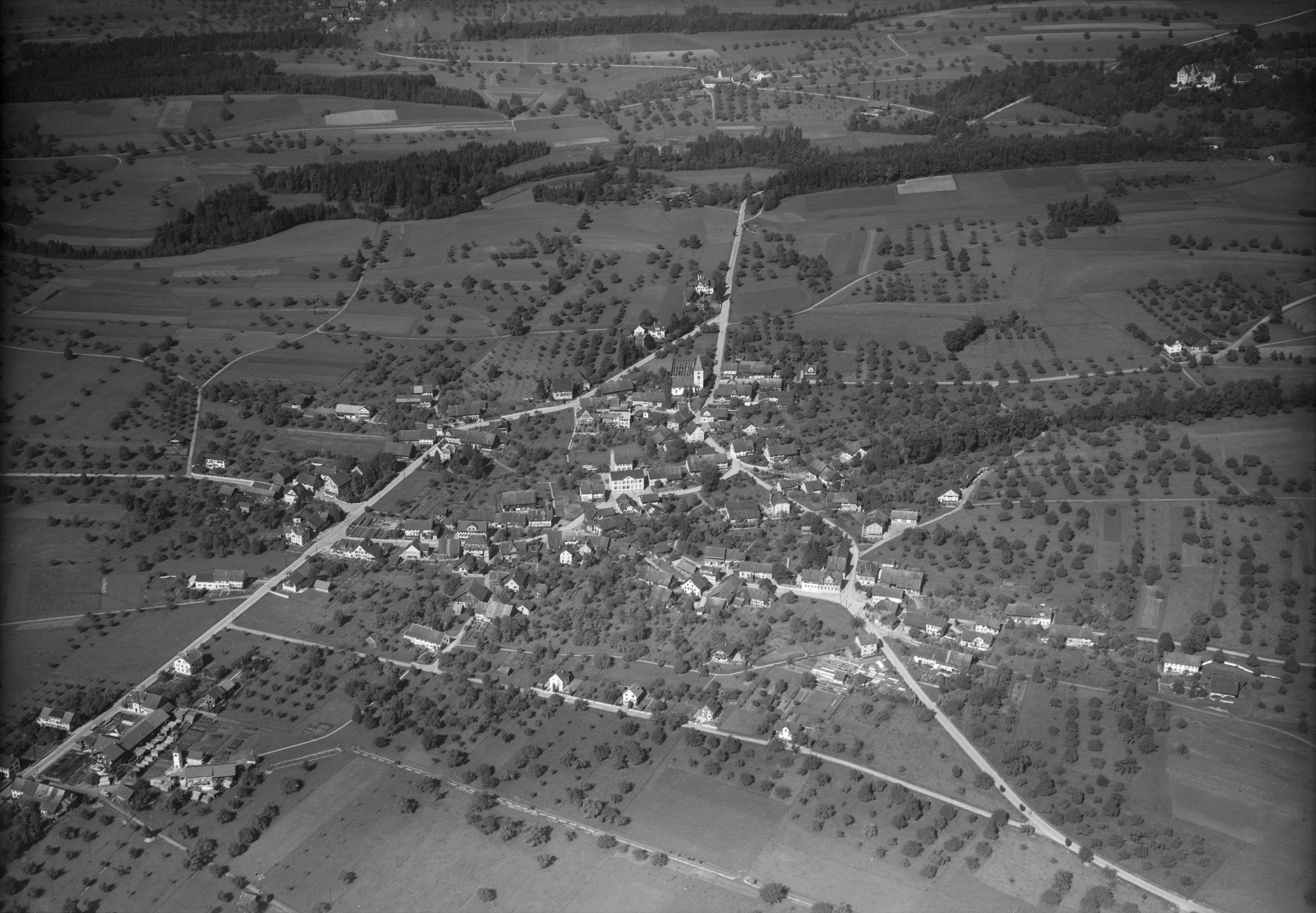
Märstetten im Jahr 1949

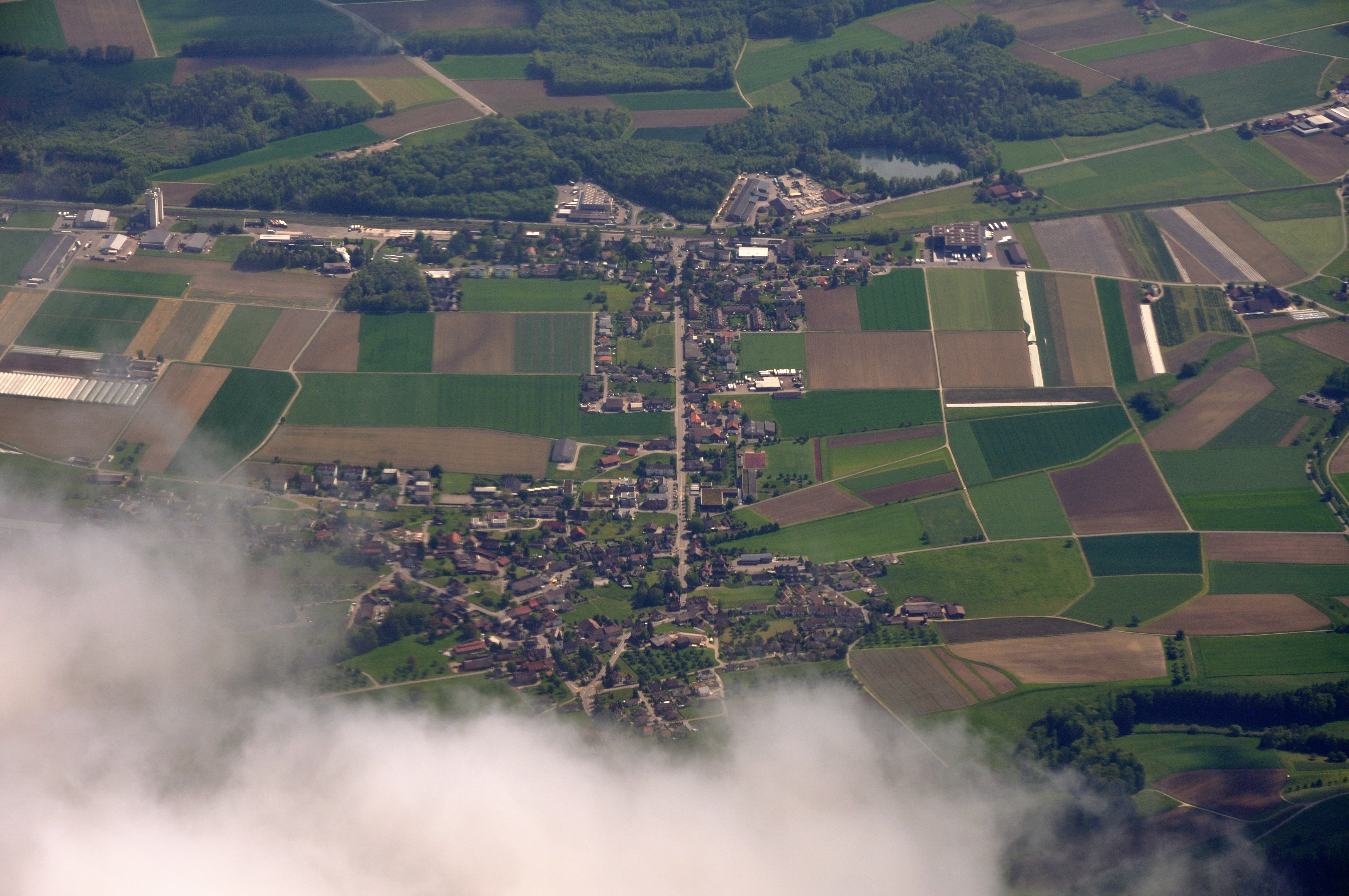
Luftaufnahme vom 21. Mai 2010

Streufunde aus dem Neolithikum, römische Mauerreste und ein Reihengrab aus dem Frühmittelalter belegen eine ununterbrochene Besiedlung. Im Jahr 1155 wurde Marsteten erstmals urkundlich erwähnt. Im Hochmittelalter befand sich oberhalb der Kirche die Burg der Freiherren von Märstätten. Das Domkapitel Konstanz belehnte um 1155 die Freiherren von Klingen mit Märstätten, Illhart und Wigoltingen. Märstätten bildete ein Gericht und umfasste 1724 einen Teil von Ruberbaum sowie einige weitere Höfe. Appellationsinstanzen waren der Gerichtsherr der Herrschaft Altenklingen, nach 1460 der thurgische Landvogt und die eidgenössische Tagsatzung. 1395 war Wilhelm von Enne Inhaber der Gerichtsherrschaft, gefolgt von den Muntprat ab 1419, den von Breitenlandenberg ab 1441, den Brümsi ab 1559, Leonhart Zollikofer ab 1585 und weiteren Mitgliedern aus dessen Familie bis 1798. Märstätten war dem Domkapitel Konstanz zehntpflichtig. Domherr Salomon Buchhorner liess 1613 einen neuen Kehlhof erbauen, dessen Einzugsgebiet aus Boltshausen, Illhart, Sonterswil, Märstätten und Ottoberg bestand. Bis 1798 umfasste die sogenannte innere Gemeinde Märstätten, die äussere Gemeinde Ottoberg und die Aussenhöfe. Ab 1860 versammelten sich die Bürger und Einwohner an Hilarius (13. Januar) zur Bürger-, Orts- und Schulgemeinde, zur Gant sowie zum sogenannten Hilärimahl.
Die Kirche St. Jakob am Pilgerweg Konstanz–Einsiedeln war eine Eigenkirche der Freiherren von Märstätten. 1155 gehörte sie zum Besitz des Domkapitels Konstanz. Von 1242 bis 1487 war die Kirche eine Filiale von Wigoltingen. Ohne Zustimmung der regierenden Orte trennte sich Märstätten 1465 von der Mutterkirche, was 1487 bestätigt wurde. 1482 erwirkte Märstätten bei Papst Sixtus IV. eine Bulle mit dem Recht, einen Leutpriester anzustellen. Die Reformation setzte sich 1529 durch. Von 1594 bis 1795 wurde auch die katholische Messe wieder gelesen.
Bis 1900 war Märstätten von Acker-, Flachs-, Obst- und Weinbau geprägt, danach folgten Vieh- und Milchwirtschaft. 1909 entstand eine Käserei. Ausserdem brachten das Gewerbe sowie die Leinwand- und Baumwollweberei einen Verdienst. 1855 nahm die Nordostbahn ihren Betrieb auf, worauf in der Nähe des Bahnhofs ein Industriequartier entstand. 1884 wurde die bis 1976 bestehende Leim- und Düngerfabrik Märstätten gegründet, 1885 bis 1888 und von 1900 bis 1924 existierten Stickereien, u. a. eine Monogrammstickerei. 1968 wurde die Genossenschaft Getreidesammelstelle Mittelthurgau ins Leben gerufen, die 2001 zur Getreide Mittelthurgau AG wurde. Die 1956 gegründete chemische Fabrik Polygal ist auf die Herstellung von Produkten spezialisiert, die auf pflanzlichen Rohstoffen basieren.
→ siehe auch Abschnitt Geschichte im Artikel Ottoberg TG

## Wappen
Blasonierung: Gespalten von Schwarz mit einem weissen Löwen mit roter Zunge und Krallen und Weiss mit einem halben schwarzen Adler mit rotem Schnabel, Zunge und Fuss.
Beim Wappen handelt es sich um das der Freien von Märstetten, wie es in der Chronik von Johannes Stumpf gezeigt wird. Nachdem sich im Jahr 1975 die Ortsgemeinden Märstetten und Ottoberg zur Einheitsgemeinde Märstetten zusammengeschlossen hatten, wurde das Wappen für die neue Gemeinde weiter verwendet.

## Bevölkerung
| Die zur Anzeige dieser Grafik verwendete Erweiterung wurde dauerhaft deaktiviert. Wir arbeiten aktuell daran, diese und weitere betroffene Grafiken auf ein neues Format umzustellen. (Mehr dazu) |

|                     | 1850  | 1900  | 1950  | 1960  | 1980  | 2000  | 2010  | 2018  | 2023  |
| ------------------- | ----- | ----- | ----- | ----- | ----- | ----- | ----- | ----- | ----- |
| Politische Gemeinde |       |       |       |       | 1568  | 2234  | 2480  | 2885  | 2935  |
| Munizipalgemeinde   | 1009  | 1030  | 1251  | 1278  |       |       |       |       |       |
| Ortsgemeinde        | 490   | 539   | 832   | 922   |       |       |       |       |       |
| Quelle              | [ 7 ] | [ 7 ] | [ 7 ] | [ 7 ] | [ 5 ] | [ 5 ] | [ 5 ] | [ 5 ] | [ 9 ] |

Von den insgesamt 2935 Einwohnern der Gemeinde Märstetten am 31. Dezember 2023 waren 521 bzw. 17,8 % ausländische Staatsbürger. 1057 (36,0 %) waren evangelisch-reformiert und 657 (22,4 %) römisch-katholisch. Die Ortschaft Märstetten zählte zu diesem Zeitpunkt 2384 Einwohner. Davon gehörten 41 (u. a. in Egelshofen und Altenklingen) zur Gemeinde Wigoltingen.

## Wirtschaft
Im Jahr 2016 bot Märstetten 828 Personen Arbeit (umgerechnet auf Vollzeitstellen). Davon waren 9,4 % in der Land- und Forstwirtschaft, 39,5 % in Industrie, Gewerbe und Bau sowie 51,1 % im Dienstleistungssektor tätig.

## Verkehr
Märstetten liegt an der Kreuzung der Hauptstrasse 14 zwischen Frauenfeld und Amriswil und der Hauptstrasse 16 zwischen Konstanz und Wil SG. Märstetten hat einen Bahnhof an der SBB-Linie durch das Thurtal, welche von den Linien S 24 , S 30  der S-Bahn Zürich bedient wird. Im Nachtnetz am Wochenende verkehrt auch die SN30 .

## Sehenswürdigkeiten
Die Dörfer Märstetten und Ottoberg, der Weiler Boltshausen und der Südhang des Ottenbergs sind im Inventar der schützenswerten Ortsbilder der Schweiz aufgeführt.

## Persönlichkeiten
- Abraham Roth (1823–1880), Redaktor
- Otto Herrmann (1890–1965), Politiker (SP)
- Karl Meuli (1891–1968), klassischer Philologe und Volkskundler

## Bilder
→ siehe auch Abschnitte Sehenswürdigkeiten und Bilder im Artikel Ottoberg TG

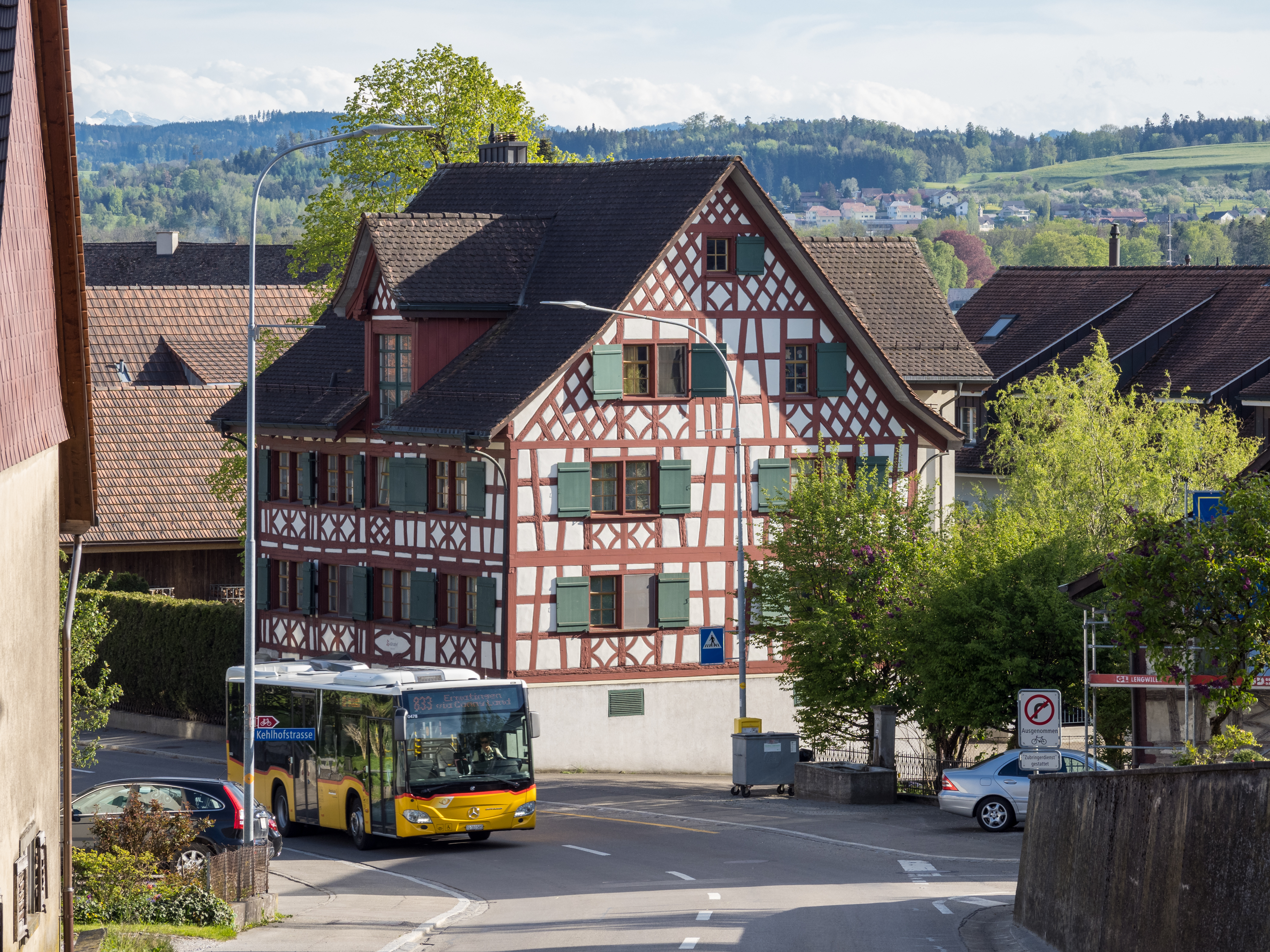
Kirchgasse mit Lindenhof & Postauto
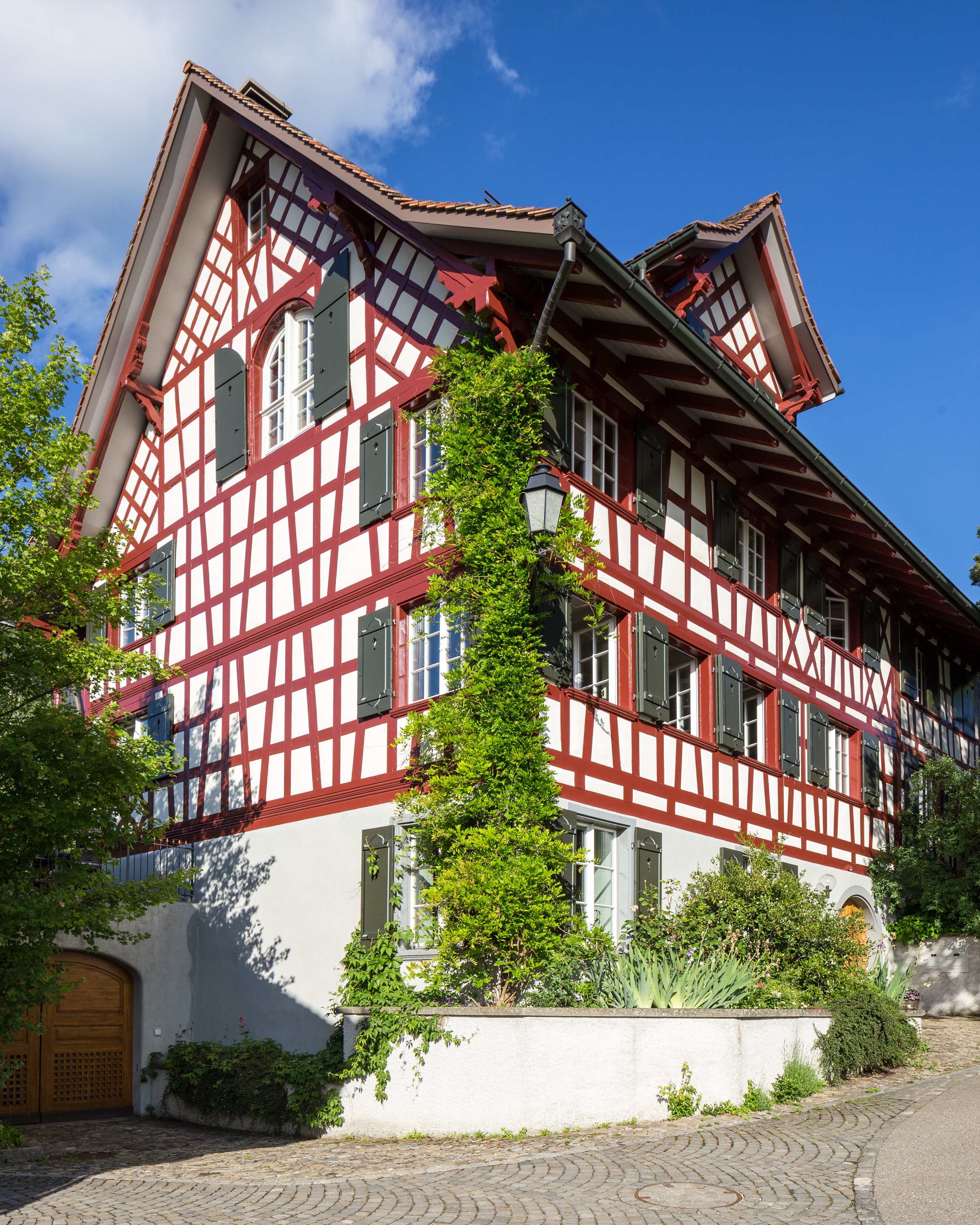
Schlösslistrasse 5
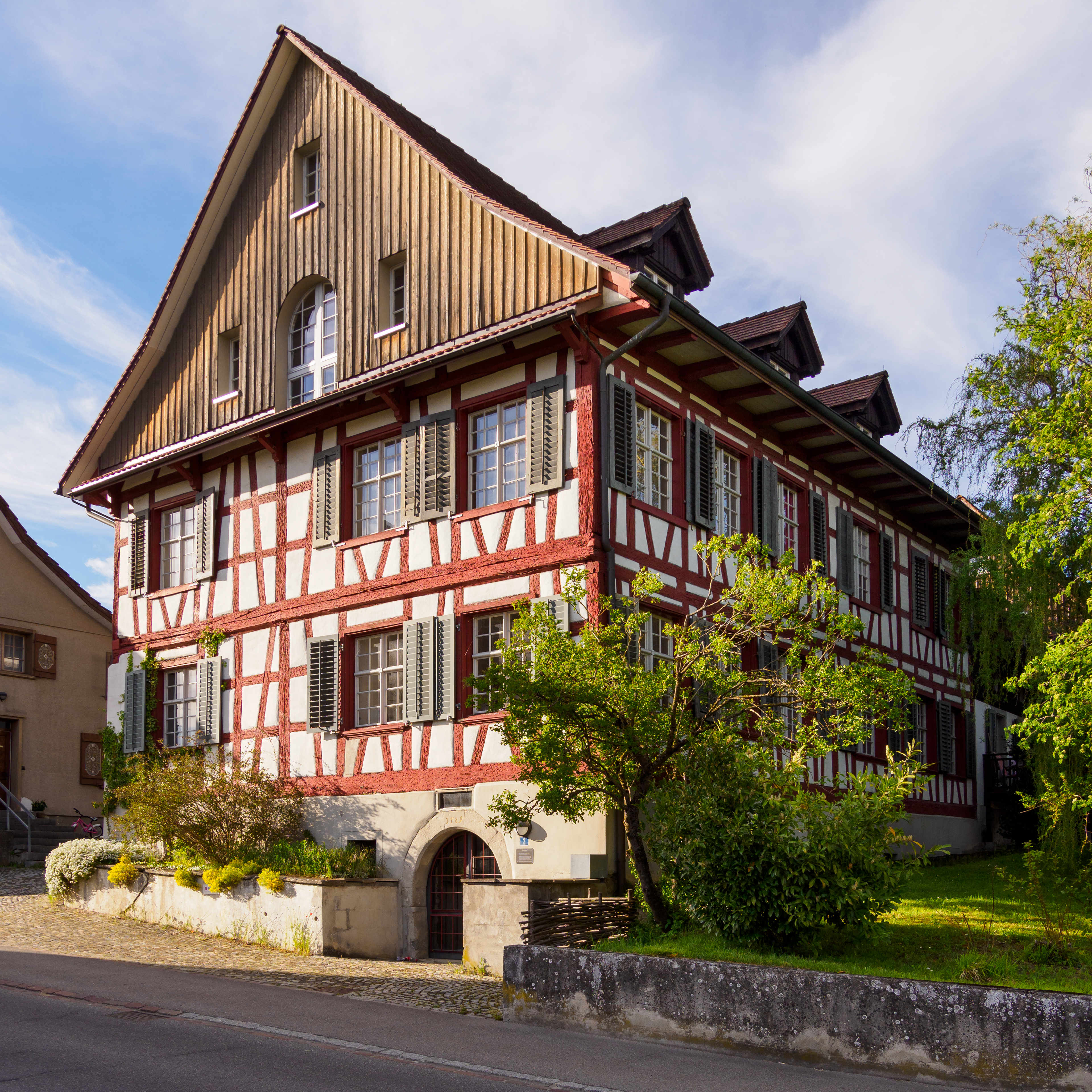
Scherbenhof
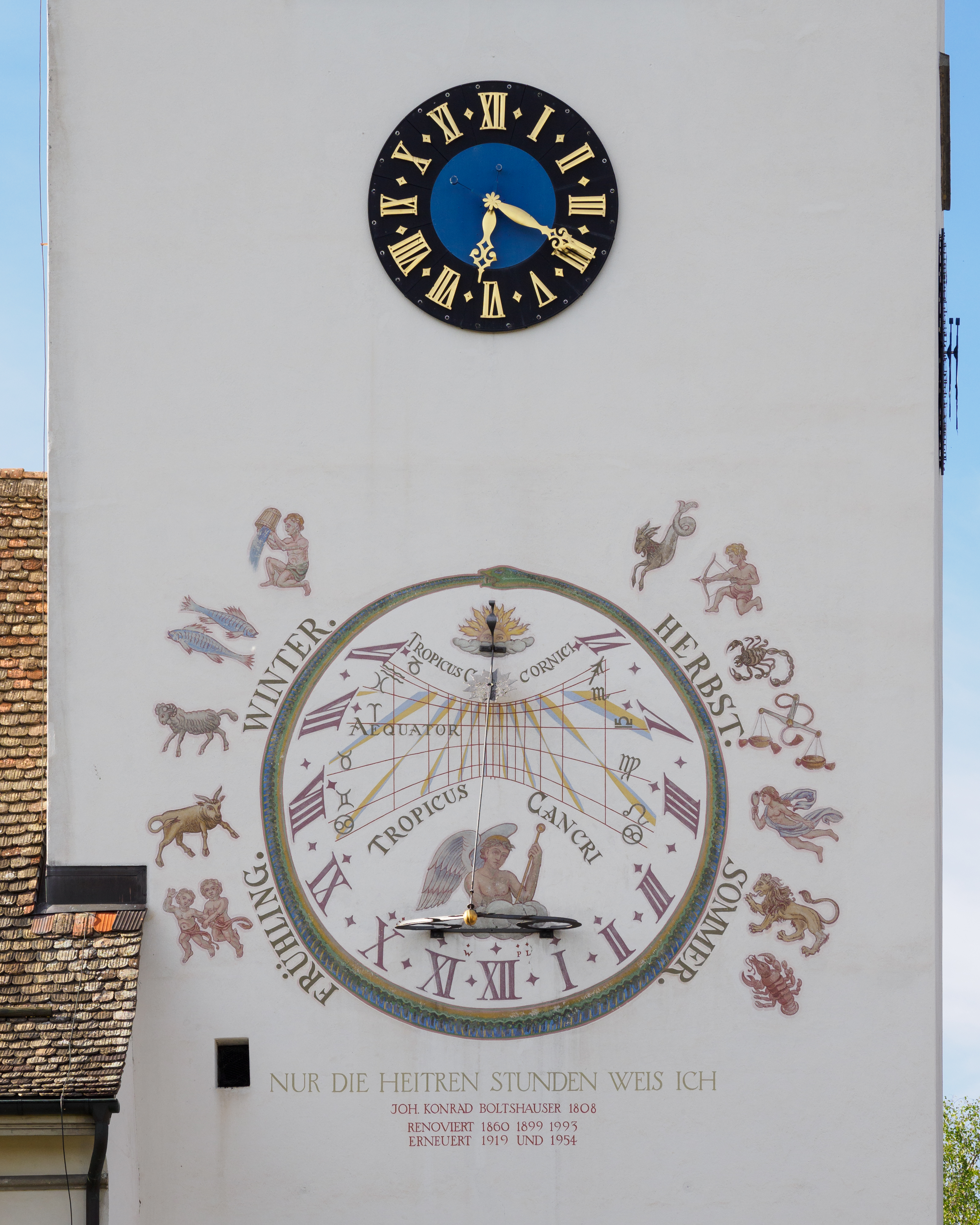
Uhren am Kirchturm
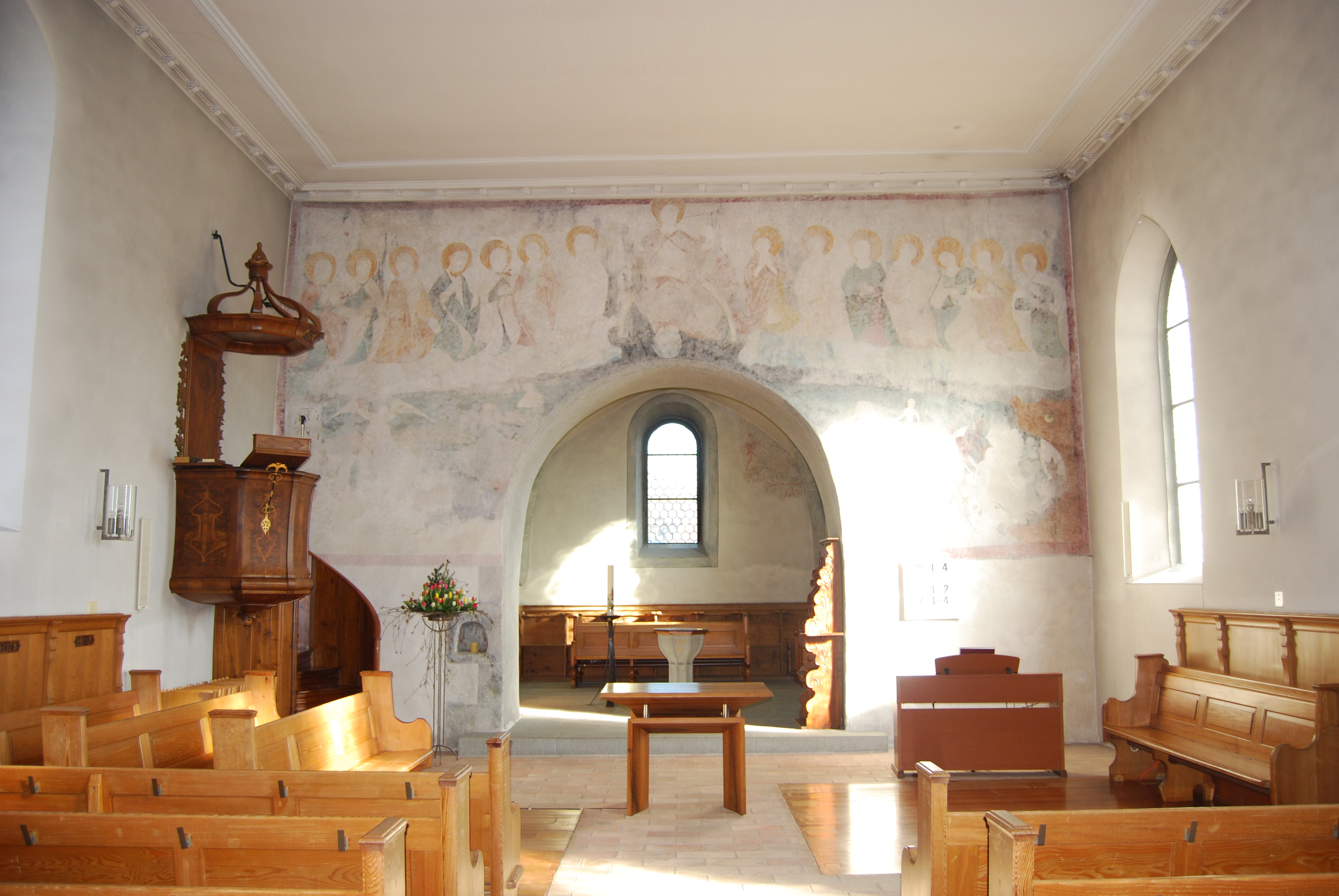
Mittelalterliche Fresken in der Kirche
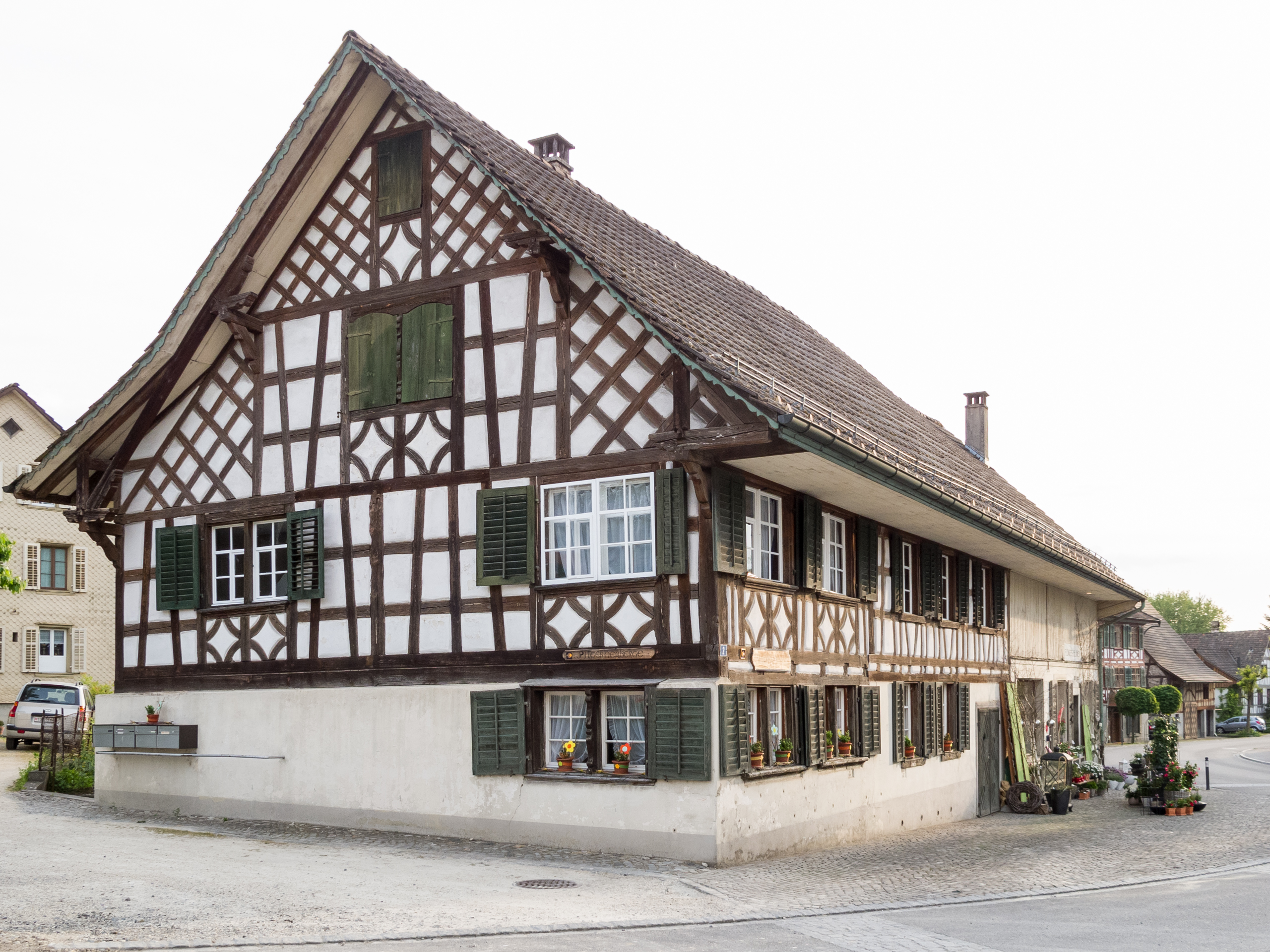
Pilgerherberge in Märstetten
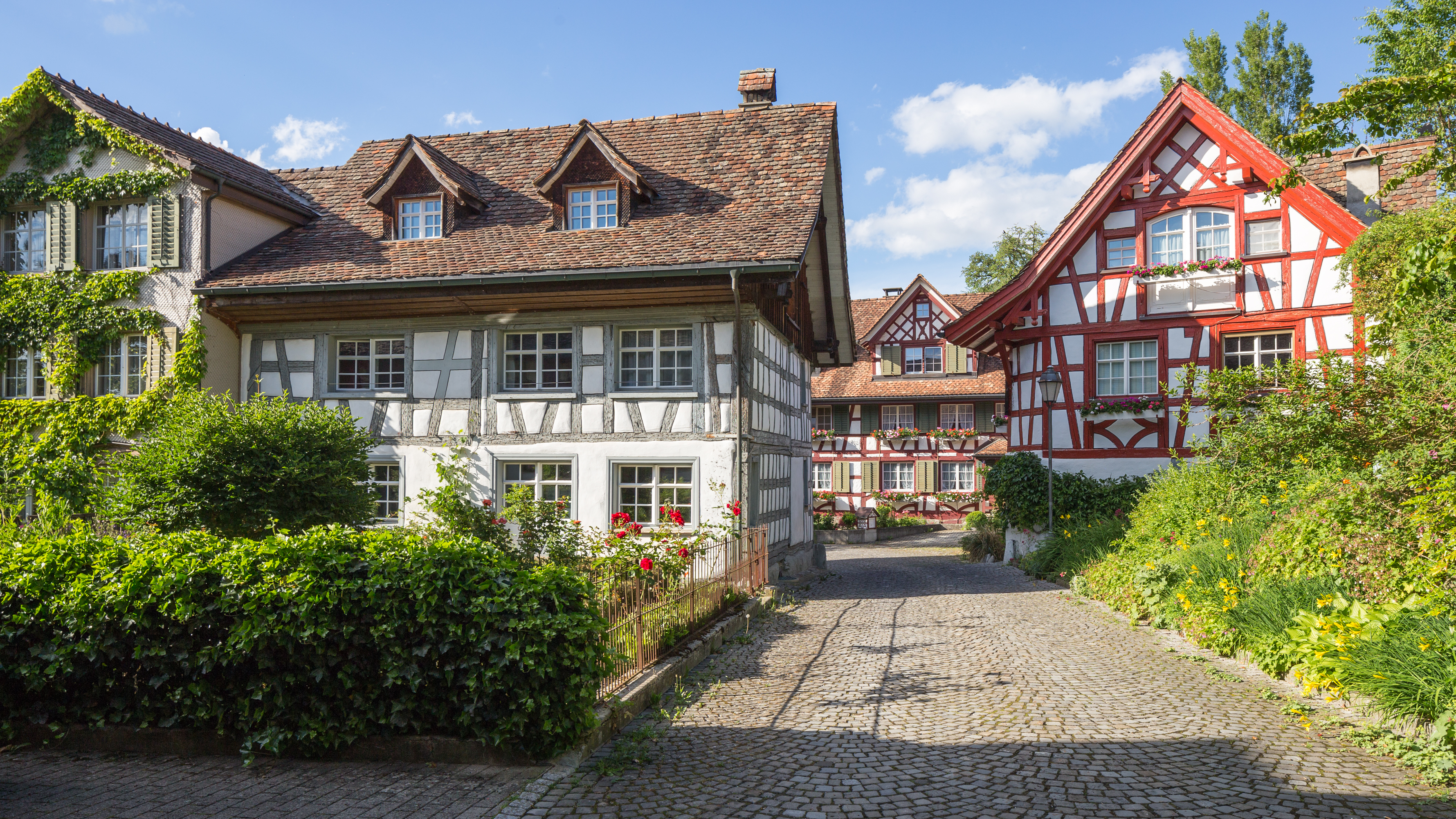
Ortskern von Ottoberg TG
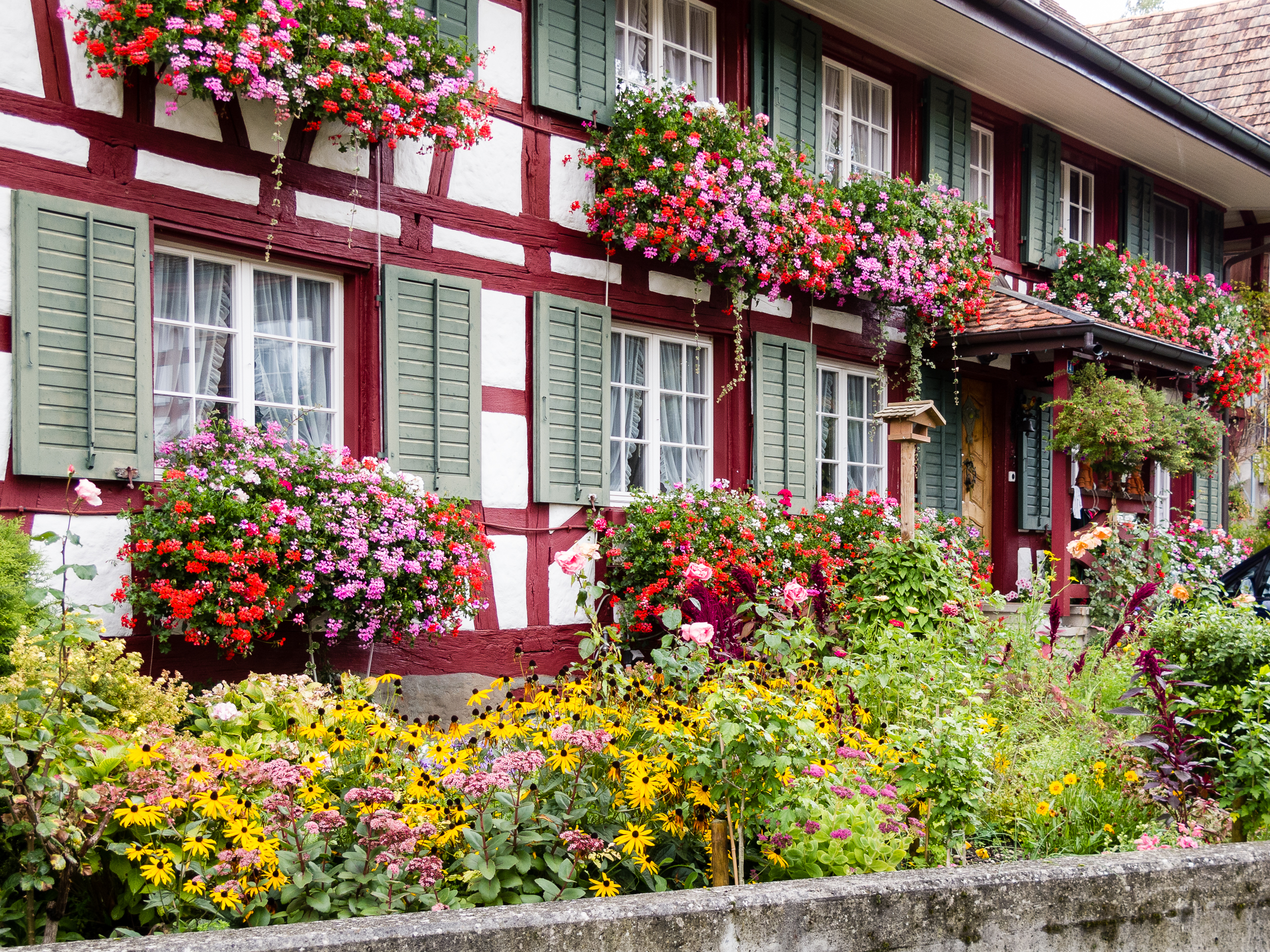
Riegelhaus in Ottoberg
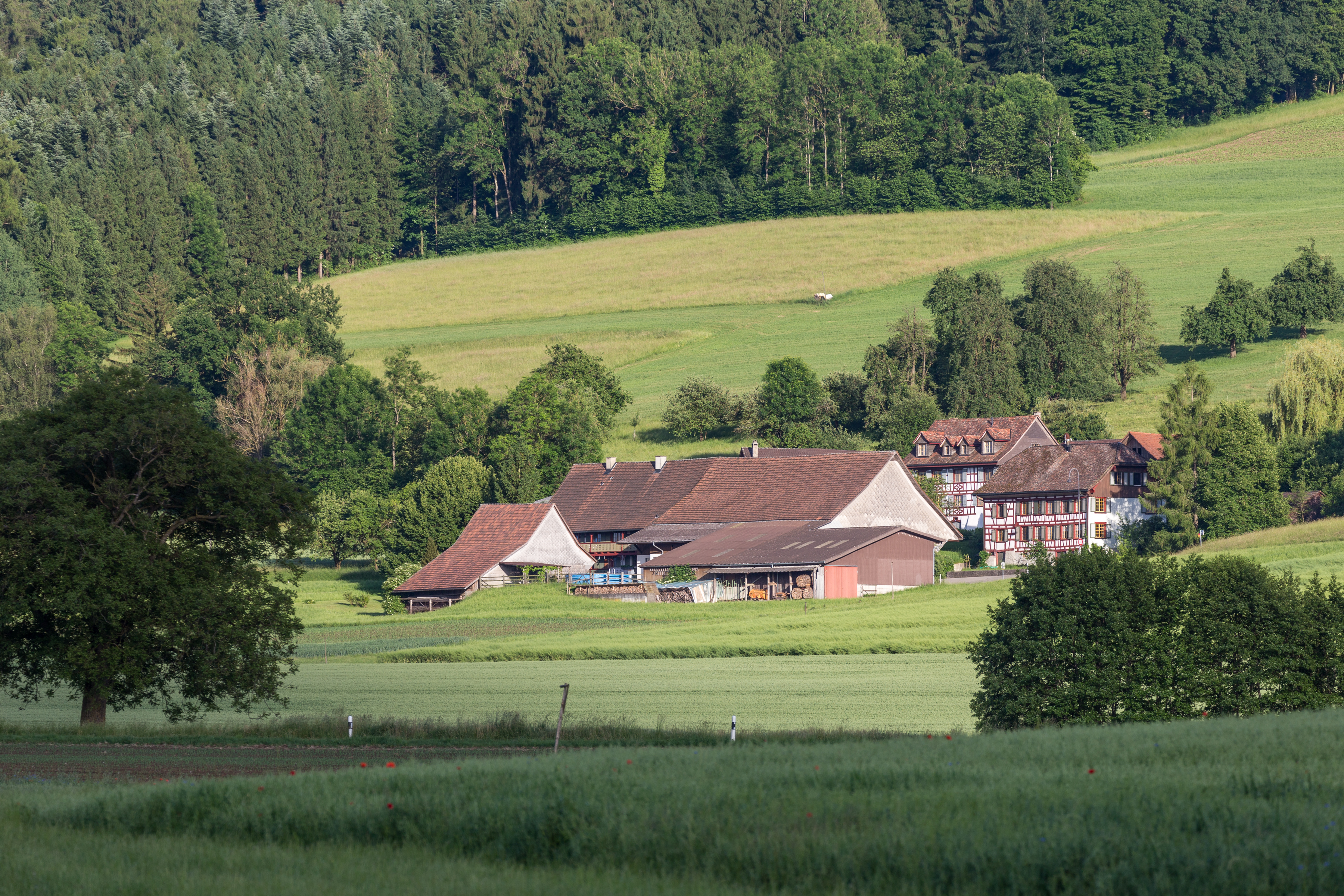
Weiler Wald